# Wirtschaft und Gesellschaft

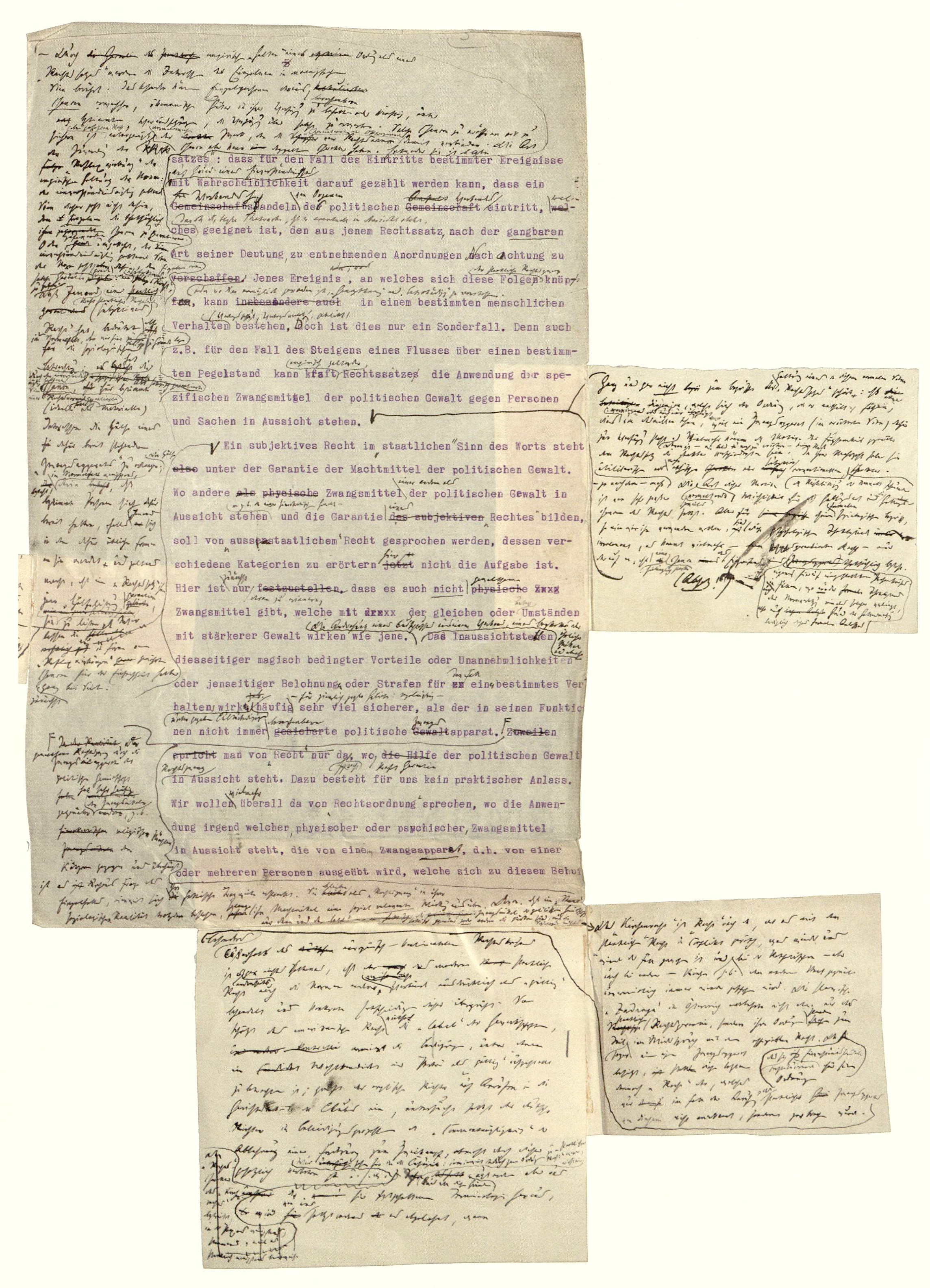
Eine Manuskriptseite aus der Rechtssoziologie innerhalb von Wirtschaft und Gesellschaft

Wirtschaft und Gesellschaft (abgekürzt oft WuG) ist ein soziologisches Werk Max Webers und wurde 1921 und 1922 in vier Lieferungen postum von seiner Frau Marianne als 3. Abteilung des Grundrisses der Sozialökonomik veröffentlicht. Seit der vierten Auflage aus dem Jahr 1956 trägt es den Titel Wirtschaft und Gesellschaft – Grundriß der verstehenden Soziologie.
Wirtschaft und Gesellschaft gehört neben Die protestantische Ethik und der ‚Geist‘ des Kapitalismus von 1904 zu den wichtigsten Texten Webers und zählt zu den bedeutendsten Klassikern der Soziologie. Seine Bedeutung erstreckt sich auf die Wirtschafts-, Religions-, Rechts-, politische, Herrschafts-, Verwaltungs- und Stadtsoziologie.

## Aufbau
Wirtschaft und Gesellschaft ist ein kompiliertes Werk, das erst nach Webers Tod aus mehreren Textkonvoluten zusammengesetzt wurde. Zwei Entstehungsphasen lassen sich unterscheiden, eine ältere von 1909 bis 1914 und eine jüngere von 1918 bis 1920. Nach Ausbruch des Ersten Weltkrieges stellte Weber die Arbeit an Wirtschaft und Gesellschaft zunächst ein. In der zweiten Phase wollte er das vorliegende Material umarbeiten, was er bis zu seinem Tod nur noch teilweise verwirklichen konnte.
Der erste Teil des Werkes entstand in seiner veröffentlichten Form zwischen 1918 und 1920. Er enthält Webers soziologische Kategorienlehre, in der er in vier Kapiteln Grundbegriffe, Grundkategorien des Wirtschaftens, die Typen der Herrschaft sowie Stände und Klassen erörtert. Dieser Teil erschien als erste Lieferung 1921. Er wurde von Weber noch selbst druckfertig redigiert und ist daher in allen fünf Auflagen identisch aufgebaut.
Weber hatte sich mit der Kategorienlehre bereits zwischen 1909 und 1913 beschäftigt, ein für Wirtschaft und Gesellschaft bestimmtes Manuskript zu diesem Themenbereich aus der ersten Entstehungsphase ist nicht erhalten. Als Resultat seiner damaligen Überlegungen kann jedoch der 1913 separat veröffentlichte Kategorienaufsatz gelten.
| Teil 1     | Die Wirtschaft und die gesellschaftliche Ordnung und Mächte (in der 1. Auflage) Soziologische Kategorienlehre (in der 4. und 5. Auflage) | 1–180   |
| Kapitelnr. | Überschrift | Seiten  |
| 1          | Soziologische Grundbegriffe | 1–30    |
| 2          | Soziologische Grundkategorien des Wirtschaftens                                                                                          | 31–121  |
| 3          | Die Typen der Herrschaft | 122–176 |
| 4          | Stände und Klassen | 177–180 |

Am (jetzigen) zweiten (zwischenzeitlich zweiten und dritten) Teil schrieb Weber zwischen 1909 und 1913 und ließ in diesen Teil viele seiner bisherigen Arbeiten einfließen. Er kam jedoch nach 1918 nicht mehr selbst zur endgültigen Überarbeitung der einzelnen Abschnitte. Augenscheinlich wird dies unter anderem an uneinheitlichen Begrifflichkeiten sowie uneinheitlicher Schreibweise, z. B. die Verwendung der Schreibweise „bureaukratisch“ wie auch „bürokratisch“. In den verschiedenen Auflagen wurden die Inhalte unterschiedlich aufbereitet. Es wurden teilweise Webersche Manuskripte ergänzt oder herausgenommen und z. T. Überschriften abgeändert, was mitunter Gegenstand von Diskussionen der Fachwelt war.
In der ersten Auflage (1921/2) ist der Aufbau folgendermaßen:
| Teil 2     | Typen der Vergemeinschaftung und Vergesellschaftung       | 181–600 |
| Kapitelnr. | Überschrift                                               | Seiten  |
| 1          | Wirtschaft und Gesellschaft im allgemeinen                | 181–193 |
| 2          | Typen der Vergemeinschaftung und Vergesellschaftung       | 194–215 |
| 3          | Ethnische Gemeinschaftsbeziehungen                        | 216–226 |
| 4          | Religionssoziologie (Typen religiöser Vergemeinschaftung) | 227–363 |
| 5          | Markt                                                     | 364–367 |
| 6          | Die Wirtschaft und die Ordnungen                          | 368–385 |
| 7          | Rechtssoziologie (Wirtschaft und Recht)                   | 386–512 |
| 8          | Die Stadt                                                 | 513–600 |
|            |                                                           |         |
| Teil 3     | Typen der Herrschaft                                      | 603–817 |
| Kapitelnr. | Überschrift                                               | Seiten  |
| 1          | Herrschaft                                                | 603–612 |
| 2          | Politische Gemeinschaften                                 | 613–618 |
| 3          | Machtgebilde. „Nation“                                    | 619–630 |
| 4          | Klassen, Stand, Parteien                                  | 631–641 |
| 5          | Legitimität                                               | 642–649 |
| 6          | Bureaukratie                                              | 650–678 |
| 7          | Patrimonialismus                                          | 679–723 |
| 8          | Wirkung des Patrimonialismus und des Feudalismus          | 724–752 |
| 9          | Charismatismus                                            | 753–757 |
| 10         | Umbildung des Charisma                                    | 758–778 |
| 11         | Staat und Hierokratie                                     | 779–817 |
|            |                                                           |         |
| –          | Register                                                  | 818–840 |

Die zweite und druckgleiche dritte Auflage sind wie folgt aufgebaut:
| Teil 2     | Typen der Vergemeinschaftung und Vergesellschaftung       | 181–600 |
| Kapitelnr. | Überschrift                                               | Seiten  |
| 1          | Wirtschaft und Gesellschaft im allgemeinen                | 181–193 |
| 2          | Typen der Vergemeinschaftung und Vergesellschaftung       | 194–215 |
| 3          | Ethnische Gemeinschaftsbeziehungen                        | 216–226 |
| 4          | Religionssoziologie (Typen religiöser Vergemeinschaftung) | 227–363 |
| 5          | Markt                                                     | 364–367 |
| 6          | Die Wirtschaft und die Ordnungen                          | 368–386 |
| 7          | Rechtssoziologie (Wirtschaft und Recht)                   | 387–513 |
| 8          | Die Stadt                                                 | 514–601 |
|            |                                                           |         |
| Teil 3     | Typen der Herrschaft                                      | 603–817 |
| Kapitelnr. | Überschrift                                               | Seiten  |
| 1          | Herrschaft                                                | 603–612 |
| 2          | Politische Gemeinschaften                                 | 613–618 |
| 3          | Machtgebilde. „Nation“                                    | 619–630 |
| 4          | Klassen, Stand, Parteien                                  | 631–641 |
| 5          | Legitimität                                               | 642–649 |
| 6          | Bureaukratie                                              | 650–678 |
| 7          | Patrimonialismus                                          | 679–723 |
| 8          | Wirkung des Patrimonialismus und des Feudalismus          | 724–752 |
| 9          | Charismatismus                                            | 753–757 |
| 10         | Umbildung des Charisma                                    | 758–778 |
| 11         | Staat und Hierokratie                                     | 779–817 |
|            |                                                           |         |
| Anhang     | Die rationalen und soziologischen Grundlagen der Musik*   | 818–869 |
|            |                                                           |         |
| –          | Register**                                                | 870–892 |

*: Hierbei handelt es sich um den ersten Teil einer von Max Weber geplanten Soziologie der Musik.
**: Nicht um die Inhalte des Anhanges Die rationalen und soziologischen Grundlagen der Musik erweitert.
Die Inhalte sind in der vierten Auflage (1956) wie folgt gegliedert:
| Teil 2     | Die Wirtschaft und die gesellschaftliche Ordnung und Mächte                                 | 181–876  |
| Kapitelnr. | Überschrift                                                                                 | Seiten   |
| 1          | Die Wirtschaft und die gesellschaftlichen Ordnungen in ihrer prinzipiellen Beziehung        | 181–198  |
| 2          | Wirtschaftliche Beziehungen der Gemeinschaften (Wirtschaft und Gesellschaft) im allgemeinen | 199–211  |
| 3          | Typen der Vergemeinschaftung und Vergesellschaftung in ihrer Beziehung zur Wirtschaft       | 212–233  |
| 4          | Ethnische Gemeinschaftsbeziehungen                                                          | 234–244  |
| 5          | Typen religiöser Vergemeinschaftung (Religionssoziologie)                                   | 245–381  |
| 6          | Die Marktgemeinschaft                                                                       | 382–385  |
| 7          | Wirtschaft und Recht (Rechtssoziologie)                                                     | 387–513  |
| 8          | Politische Gemeinschaften                                                                   | 514–540  |
| 9*         | Soziologie der Herrschaft                                                                   | 541–876  |
|            |                                                                                             |          |
| Anhang     | Die rationalen und soziologischen Grundlagen der Musik                                      | 877–928  |
|            |                                                                                             |          |
| –          | Verzeichnisse                                                                               | 929–1033 |

*: Unter der Überschrift Typen der Herrschaft von der ersten Auflage von 1921/2 bis zur dritten Auflage 1947 noch als eigenständiger Teil 3 ausgegliedert. Was zuvor ein Kapitel in Teil 3 war, ist nun ein Abschnitt des 9. Kapitels von Teil 2. Wie auch bei den übrigen Kapiteln, differieren die Überschriften jedoch zum Teil. Darüber hinaus hat Winckelmann weitere bisher nicht enthaltene Manuskripte als Textmontage (es handelt sich also nicht um einen authentischen Webertext) unter dem Titel Die rationale Staatsanstalt und die modernen politischen Parteien und Parlamente (Staatssoziologie) (S. 815–868) eingefügt, was auch Gegenstand der Kritik der Fachwelt war.
In der fünften Auflage (seit 1972 [bis 2002]) ist der Aufbau wie folgt:
| Teil 2     | Die Wirtschaft und die gesellschaftliche Ordnung und Mächte                                 | 181–868 |
| Kapitelnr. | Überschrift                                                                                 | Seiten  |
| 1          | Die Wirtschaft und die gesellschaftlichen Ordnungen                                         | 181–198 |
| 2          | Wirtschaftliche Beziehungen der Gemeinschaften (Wirtschaft und Gesellschaft) im allgemeinen | 199–211 |
| 3          | Typen der Vergemeinschaftung und Vergesellschaftung in ihrer Beziehung zur Wirtschaft       | 212–233 |
| 4          | Ethnische Gemeinschaftsbeziehungen                                                          | 234–244 |
| 5          | Religionssoziologie (Typen religiöser Vergemeinschaftung)                                   | 245–381 |
| 6          | Die Marktvergesellschaftung                                                                 | 382–385 |
| 7          | Rechtssoziologie                                                                            | 387–513 |
| 8          | Politische Gemeinschaften                                                                   | 514–540 |
| 9          | Soziologie der Herrschaft                                                                   | 541–868 |
|            |                                                                                             |         |
| –          | Verzeichnisse                                                                               | 869–943 |

## Entstehung
Weber sollte zunächst als Herausgeber für das von Paul Siebeck, dem Verleger des Archivs für Sozialwissenschaften und Sozialpolitik, geplanten Sammelwerkes Grundriß der Sozialökonomik fungieren. Später entwickelte Weber ein neues Gesamtkonzept, wählte einen neuen Titel und arbeitete zur Erstellung unter anderem mit Edgar Jaffé, Robert Michels, Joseph Schumpeter, Werner Sombart und seinem Bruder Alfred Weber zusammen.
Nach Verzögerungen der Abgabe der einzelnen Beiträge weitete Weber den von ihm zu schreibenden Anteil erheblich aus. Der unter dem Titel „Wirtschaft und Gesellschaft“ geplante dritte Teilabschnitt des Grundrisses der Sozialökonomik sollte ursprünglich aus den beiden Teilen „Die Wirtschaft und die gesellschaftlichen Ordnungen und Mächte“ von Weber sowie „Entwicklungsgang der wirtschafts- und sozialpolitischen Systeme und Ideale“ von Eugen von Philippovich bestehen. Weber arbeitete dann von 1909 bis zu seinem Tod 1920 an seinem Teil, konnte jedoch nur dessen ersten Teilabschnitt fertigstellen, der 1921 erschien.

## Editionsgeschichte
Nachdem Max Weber am 14. Juli 1920 verstorben war, publizierte seine Witwe Marianne Weber 1921 zunächst die von ihrem Mann noch selbst eingereichte überarbeitete 1. und 2. Lieferung unter dem (Abteilungs-)Titel Wirtschaft und Gesellschaft als 1. Halbband der 3. Abteilung von Grundriß der Sozialökonomik.
1922 folgten im 2. Halbband die nicht mehr überarbeiteten 3. und 4. Lieferungen ihres Mannes. Beide Halbbände zusammengenommen stellen die 1. Auflage von Wirtschaft und Gesellschaft dar.
1925 folgte eine ebenfalls von Marianne Weber herausgegebene durchgesehene und um den Anhang „Die rationalen und soziologischen Grundlagen der Musik“ (1911 von Max Weber verfasst) ergänzte 2. Auflage. 1947 gab Marianne Weber eine weitere Auflage heraus. Obgleich diese inhaltlich unverändert, lediglich ein Nachdruck der 1925er Auflage war, wird sie (anders als spätere Nachdrucke jüngerer Auflagen) als 3. Auflage bezeichnet.
Nach dem Tod Marianne Webers 1954 wurde das Werk dann ab 1956 von dem Privatgelehrten Johannes Winckelmann herausgegeben. Die veröffentlichten („vollständigen“) Ausgaben wurden editorisch teils erheblich nachbearbeitet. Innerhalb der Soziologie wird diese Edition immer noch – teils auch kritisch – erörtert. Winckelmanns Ausgabe löste den Zusammenhang von Webers Text mit der Reihe Grundriß der Sozialökonomik und stellte ihn separat unter den Titel Wirtschaft und Gesellschaft – Grundriß der verstehenden Soziologie; dieser Titel wurde seitdem für alle weiteren Auflagen beibehalten. 1972 gab Winckelmann eine erneut revidierte, 5. Auflage heraus. Diese wurde 1976, 1980, 1985 und nach Winckelmanns Tod (November 1985) noch weitere Male 1990, 1995 und 2002 jeweils unverändert nachgedruckt, jeweils (anders als der unveränderte Nachdruck der 2. Auflage) weiterhin als „5. Auflage“.
Alle diese Ausgaben präsentieren Webers Manuskripte zu Wirtschaft und Gesellschaft als zusammenhängendes oder zumindest kompilierbares Werk. Diese Voraussetzung wurde von der Weber-Forschung anhand eingehender textkritischer Analysen inzwischen als unzutreffend erwiesen.
Seit 1999 erscheinen die Texte Webers zu Wirtschaft und Gesellschaft im Rahmen der Max Weber-Gesamtausgabe. Zugrunde liegen dabei die vier Lieferungen Max Webers sowie die zwischenzeitlich seit der 2. Auflage mitabgedruckte, ursprünglich im Archiv für Sozialwissenschaften und Sozialpolitik unter dem Titel „Die Stadt“ veröffentlichte Abhandlung. Sie erscheinen als separierte Bände:
- Band 1/22-1: Wirtschaft und Gesellschaft – Gemeinschaften,
- Band 1/22-2: Wirtschaft und Gesellschaft – Religiöse Gemeinschaften,
- Band 1/22-3: Wirtschaft und Gesellschaft – Recht,
- Band 1/22-4: Wirtschaft und Gesellschaft – Herrschaft,
- Band 1/22-5: Wirtschaft und Gesellschaft – Die Stadt.

- Band 1/23: Wirtschaft und Gesellschaft. Soziologie. Unvollendet 1919–1920.

Zudem wurde mit Band 1/24 Wirtschaft und Gesellschaft – Entstehungsgeschichte und Dokumente ein weiterer Band herausgegeben, der die Entwicklungsgeschichte von Max Webers Beiträgen zum Handbuch der politischen Ökonomie, später Grundriß der Sozialökonomik enthält. Ein Gesamtregister zu allen WuG-Bänden wird folgen.
2005 und 2006 erschienen unkritische Neudrucke von Wirtschaft und Gesellschaft, deren Textgrundlage nicht näher bezeichnet wird.

## Ausgaben vonWirtschaft und Gesellschaft

### Gesamtausgaben und ältere Teilausgaben
- Wirtschaft und Gesellschaft, Tübingen: Mohr, 1922, X, 840 S. (Grundriß der Sozialökonomik; Abt. 3).
- Wirtschaft u. Gesellschaft. 2. verm. Aufl., Tübingen: Mohr, 1925 (Grundriss der Sozialökonomik. Teil: 3. Halbbd 1/2).
- Wirtschaft und Gesellschaft. 3. Aufl., unveränd. Nachdr. der 2., verm. Aufl., Tübingen: Mohr, 1947 (Grundriß der Sozialökonomik. Abt. 3).
- Wirtschaft und Gesellschaft. Grundriss der verstehenden Soziologie. Mit einem Anhang: Die rationalen und soziologischen Grundlagen der Musik. 4., neu hrsg. Aufl. Besorgt von Johannes Winckelmann, Tübingen: Mohr, 1956 (Zwei Halbbände) (Nachdruck 1964).
  - Wirtschaft und Gesellschaft. Grundriss der verstehenden Soziologie. Hrsg. von Johannes Winckelmann, Köln [u. a.]: Kiepenheuer & Witsch, 1964 (Lizenz des Verl. Mohr (Siebeck), Tübingen).
- Wirtschaft und Gesellschaft. [Jubiläumsausgabe zum 50. Jahrestag des Erscheinens der Erstausgabe]. Vollst. Nachdr. der Erstausg (Tübingen: Mohr, 1922), Frankfurt (Main): Uni-print, [1972].
- Wirtschaft und Gesellschaft. Grundriß der verstehenden Soziologie. Studienausg., 5., rev. Aufl. Besorgt von Johannes Winckelmann, Tübingen: Mohr, 1972 (XXXIII, 942 S.) (Nachdrucke 1976, 1980, 1985, 1990, 1995, 2002 und 2009).
- Wirtschaft und Gesellschaft. Grundriss der verstehenden Soziologie. Mit textkritischen Erläuterungen hrsg. von Johannes Winckelmann, 5., rev. Aufl., Tübingen: Mohr, 1976:
  - Halbbd. 1, Tübingen 1976.
  - Halbbd. 2, Tübingen 1976.
  - Erläuterungsbd., Tübingen 1976.

- Soziologische Grundbegriffe. Hrsg. von Johannes Winckelmann. 6. Auflage, Stuttgart 1984. ISBN 3-8252-0541-X (entspricht dem ersten Kapitel des Ersten Teils von WuG)
- Die rationalen und soziologischen Grundlagen der Musik, München 1921, Wiederveröffentlichung Tübingen 1972. ISBN 3-16-533351-3.

### CD-Rom
- Max Weber im Kontext. Gesammelte Schriften, Aufsätze und Vorträge, inkl. Wirtschaft und Gesellschaft. 1. Aufl., Berlin: Worm, 1999 (1 CD-ROM. + Beil. ([3] S.)) (Literatur im Kontext auf CD-ROM; 7).

### Max-Weber-Gesamtausgabe
- In der Max Weber-Gesamtausgabe (MWG) wird die Wiedergabe von Wirtschaft und Gesellschaft auf mehrere Bände aufgeteilt. Abteilung 1 / Band 22 (in fünf Teilbänden) enthält die Texte der älteren Entstehungsschicht von 1911/14, Abteilung 1 / Band 23 die 1918/20 überarbeitete unvollendete Textfassung:
  - Max Weber: MWG 1/22-1: Wirtschaft und Gesellschaft – Die Wirtschaft und die gesellschaftlichen Ordnungen und Mächte. Nachlaß, Teilband 1: Gemeinschaften, Tübingen 2001. ISBN 3-16-147560-7
  - Max Weber: MWG 1/22-2: Wirtschaft und Gesellschaft – Die Wirtschaft und die gesellschaftlichen Ordnungen und Mächte. Nachlaß, Teilband 2: Religiöse Gemeinschaften, Tübingen 2001. ISBN 3-16-147562-3
  - Max Weber: MWG 1/22-3: Wirtschaft und Gesellschaft – Die Wirtschaft und die gesellschaftlichen Ordnungen und Mächte. Nachlaß, Teilband 3: Recht, in Planung.
  - Max Weber: MWG 1/22-4: Wirtschaft und Gesellschaft – Die Wirtschaft und die gesellschaftlichen Ordnungen und Mächte. Nachlaß, Teilband 4: Herrschaft, Tübingen 2005. ISBN 3-16-148694-3
  - Max Weber: MWG 1/22-5: Wirtschaft und Gesellschaft – Die Wirtschaft und die gesellschaftlichen Ordnungen und Mächte. Nachlaß, Teilband 5: Die Stadt, Tübingen 1999. ISBN 3-16-146821-X
  - Max Weber: MWG 1/23: Wirtschaft und Gesellschaft. Soziologie. Unvollendet 1919–1920, Tübingen 2013. ISBN 978-3-16-150292-7 (wird den von Weber noch selbst redigierten und in Druck gegebenen Ersten Teil von WuG enthalten).
  - Max Weber: MWG 1/24: Wirtschaft und Gesellschaft. Entstehungsgeschichte und Dokumente, Tübingen 2009. ISBN 978-3-16-150058-9
  - Max Weber: MWG 1/24-2: Wirtschaft und Gesellschaft. Register, in Planung.

### Übersetzungen

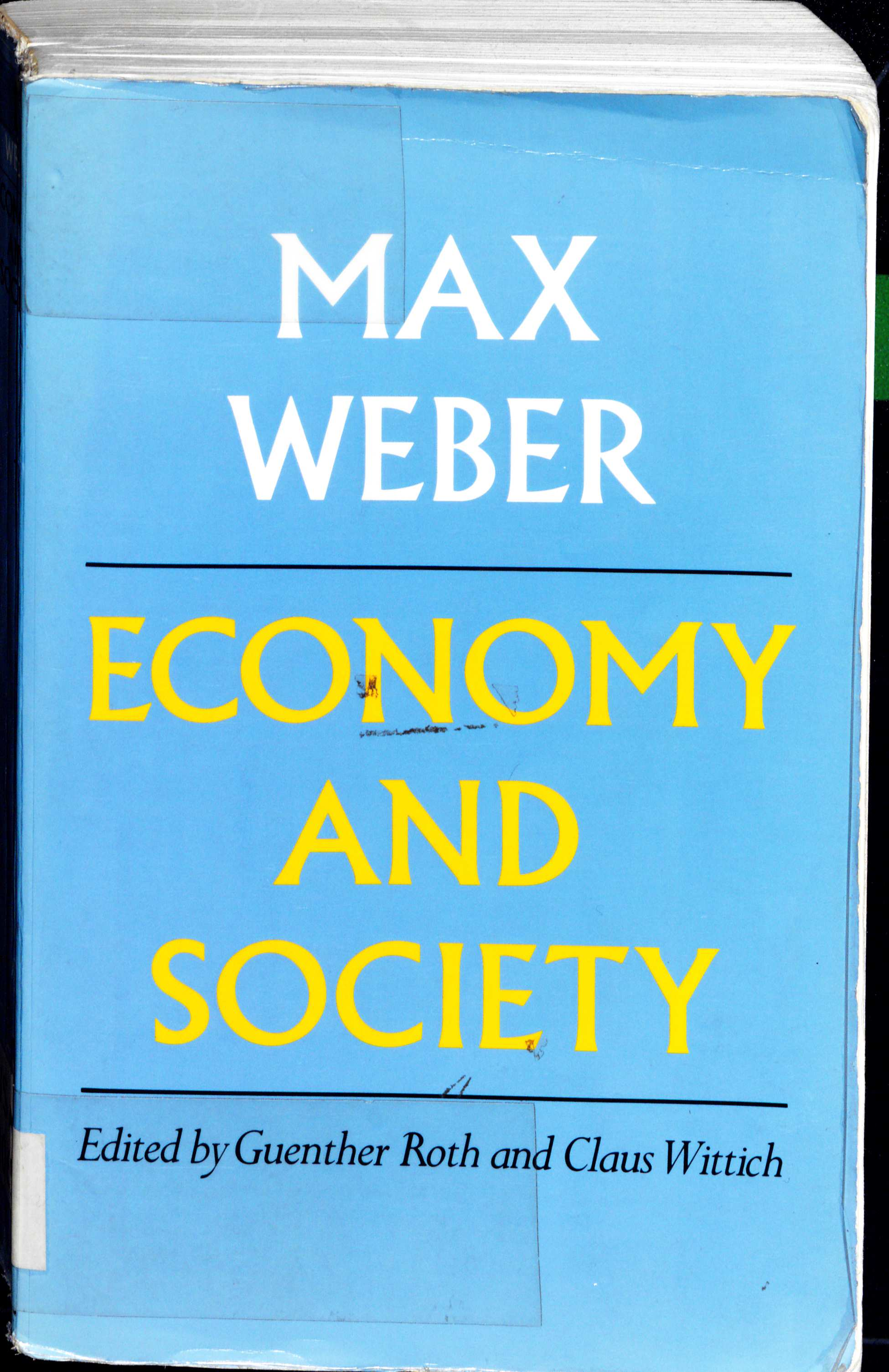
Max Weber: Economy and Society (Ausgabe 1978)

- The theory of social and economic organization, being part I of Wirtschaft and Gesellschaft. Transl. from the German by A. R. Henderson. Rev. and ed., with an introduction by Talcott Parsons, London [u. a.]: Hodge, 1947.
- The theory of social and economic organization. Transl. by A. M. Henderson. Ed. with an introd. by Talcott Parsons, New York [u. a.]: Free Press [u. a.], 1964.
- Economy and Society. An outline of interpretive sociology. Ed. by Guenther Roth and Claus Wittich. New York: Bedminster Press, 1968 (3 volumes). Berkeley and Los Angeles, California, 1978 (2 vols., ISBN 0-520-03500-3).
- Economía y sociedad. Esbozo de sociología comprensiva. Ed. prep. por Johannes Winckelmann. Nota prelim. de José Medina Echavarría, 2. ed. en español, 6. reimpr., México, D.F.: Fondo de Cultura Económica, 1983.
- Économie et société. Trad. de l’allemand par Julien Freund [u. a.], Paris: Plon, [1971].
- Économie et société, Paris: Pocket, 2008.

## Online-Textausgaben
- Wirtschaft und Gesellschaft Textausgabe auf zeno.org
- Wirtschaft und Gesellschaft Textausgabe auf archive.org